# أدبت 320 تي
محرك أدبت 320 تي، محرك يتكون من 6 إسطوانات مثبتين على شكل حرف V، يُستخدم في الطائرات، ويتم تبريده بسائل.
يقوم محرك أدبت 320 تي بتشغيل الطائرات الخفيفة الجديدة، ويعد أول محرك للطائرات الخفيفة يتم تصميمه وتطويره بالكامل في جنوب أفريقيا. ويمتاز عن المحركات المشابهة له من حيث الوزن وإستهلاك الوقود والأداء.

## المواصفات

### مواصفات عامة
- النوع: محرك مكبسي، 6 أسطوانات، مثبتين على شكل حرف V.
- الطول:720 مم.
- العرض:730 مم.
- الارتفاع:560 مم.

### المكونات
- عدد الاسطوانات: 6
- شاحن عنفي

### الأداء
- القدرة الناتجة: 320 حصان عند سرعة دورانية 5500 دورة/دقيقة.

## وصلات خارجية
- Youtube of 320T
- AVWeb Video